# Leila (prénom)
Leila ou Leïla est un prénom féminin.

## Étymologie
Leïla est un prénom féminin d'origine sémitique et perse. (en persan : لیلا, en arabe : ليلى, en hébreu : לילה).
Le mot provient du proto-sémitique layl-, qui donne לֵילְיָא (lēləyā) en araméen, לילה (layla) en hébreu, لَيْل (layl) ou لَيْلَة (layla) en arabe, ܠܹܠܝܵܐ (lēlyā) en syriaque.

## ليلى signifie le vin en début de l'ivresse c-à-d l'extase. Mais ليلة avec ta'a marabouta qu'on prononce en arabe comme h, signifie une seule nuit.
En hébreu, il peut signifier « nuit », « née pendant la nuit »  ,le mot « layla » (לילה) signifiant « nuit »,,.
En arabe, de « layl » (الليل), il signifie « nuit

## Distinction
Lailah ou Laylah (לַיְלָה) est aussi le nom d'un ange dans certaines interprétations du Talmud, et de la mythologie juive.